# Leo Rajendram Antony
Leo Rajendram Antony (1927–2012) là một Giám mục người Sri Lanka của Giáo hội Công giáo Rôma. Ông nguyên là Giám mục chính tòa Giáo phận Trincomalee-Batticaloa. Trước đó, ông còn đảm trách nhiều vị trí khác như Giám mục Phó Trincomalee-Batticaloa và Giám mục phụ tá Giáo phận Jaffna.

## Tiểu sử
Giám mục Leo Rajendram Antony sinh ngày 18 tháng 4 năm 1927 tại Karamban, thuộc Sri Lanka. Sau quá trình tu học dài hạn tại các cơ sở chủng viện theo quy định của Giáo luật, ngày 7 tháng 12 năm 1954, Phó tế Antony, 27 tuổi, tiến đến việc được truyền chức linh mục. Tân linh mục là thành viên linh mục đoàn Giáo phận Jaffna, với nghi thức truyền chức cử hành bởi Tổng giám mục Pietro Sigismondi, Khâm sứ Tòa Thánh tại Congo và Rwanda.
Với gần 15 năm thi hành các nhiệm vụ là một linh mục giáo phậ, qua bản tin Tòa Thánh cho phát công khai vào ngày 3 tháng 8 năm 1968, đã khẳng định việc Giáo hoàng đã xem xét, tuyển chọn linh mục Leo Rajendram Antony, 41 tuổi, vào giám mục đoàn Hoàn vũ, với vị trí được bổ nhiệm là Giám mục Phụ tá Giáo phận Jaffna và danh hiệu Giám mục Hiệu tòa Fissiana. Lễ tấn phong cho vị tân chức tổ chức sau đó vào ngày 21 tháng 11 cùng năm, với phần nghi thức chính yếu của việc truyền chức do 3 giáo sĩ cấp cao đảm nhận. Chủ phong cho vị tân giám mục là Giám mục Jerome Emilianus Pillai, O.M.I., Giám mục chính tòa Giáo phận Jaffna. Hai vị còn lại với vai trò phụ phong, gồm có Giám mục Ignatius Philip Trigueros Glennie, S.J., Giám mục chính tòa Giáo phận Trincomalee-Batticaloa và Giám mục Frank Marcus Fernando, Giám mục phụ tá Tổng giáo phận Colombo in Ceylon.
Hơn bốn năm sau khi được chọn và tấn phong làm Giám mục phụ tá Jaffna, ngày 21 tháng 12 năm 1972, tin từ Tòa Thánh báo về, qua đó, Giáo hoàng đã qưyết định thuyên chuyển nhiệm vụ đối với Giám mục Antony, bổ nhiệm Giám mục này làm Giám mục Phó Giáo phận Trincomalee-Batticaloa. Hơn một năm sau đó, ngày 21 tháng 2 năm 1974, ông chính thức kế vị chức danh Giám mục chính tòa Trincomalee-Batticaloa.
Sau 9 năm thi hành tác vụ giám mục Trincomalee-Batticaloa, vị giám mục 56 tuổi bất ngờ xin từ nhiệm và được Tòa Thánh chấp thuận vào ngày 17 tháng 3 năm 1983. Gần 30 năm sau khi từ nhiệm, ngày 3 tháng 12 năm 2012, thọ 85 tuổi.